# Athyrium caespitosum
Athyrium caespitosum är en majbräkenväxtart som beskrevs av Takenoshin Nakai. Athyrium caespitosum ingår i släktet Athyrium och familjen Athyriaceae. Inga underarter finns listade.